# Mitreola purpureonervia
Mitreola purpureonervia är en tvåhjärtbladig växtart som beskrevs av Ding Fang och Lu Xiaohong. Mitreola purpureonervia ingår i släktet Mitreola och familjen Loganiaceae. Inga underarter finns listade i Catalogue of Life.